# Rune-sang
Rune-sang (svensk: runosång) er en folkemusikalsk sangstil, som hører hjemme i Finland, Rusland (Karelen, Ingermanland, Tverkarelen)  Estland, Sverige (blandt blandt andet skovfinner (svensk: skogsfinnar)). Rune-sangen er traditionelt set en østersøfinsk sangstil.  Den synges på kalevalameter. Rune-sangen hører til Finlands ældre folkemusikstil, den kalevalske, som var fremherskende indtil, at spillemandsmusikken tog over.
En af de ældste traditionelle rune-sangere i Sverige var Kaisa Vilhuinen. En hæderspris uddeles til hendes minde, Kaisa Vilhuinen-priset. Vilhuinen levede i de svenske "finnskogar" (skove i Finmarken) og døde i 1941.  En anden fremtrædende rune-sanger var den ingriske (finske) Larin Paraske.